# Skalka (Česká Metuje)
Skalka ist ein Ortsteil der Gemeinde Česká Metuje in Tschechien. Er liegt zwei Kilometer nördlich von Stárkov und gehört zum Okres Náchod.

## Geographie
Skalka erstreckt sich in der Polická vrchovina (Politzer Bergland) im oberen Tal des Baches Vlásenka. Am südlichen Ortsrand verläuft die Straße II/301 zwischen Trutnov und Police nad Metují. Nördlich erheben sich die Jiráskovy skály (694 m n.m.) und der Růžek (Krimsberg, 657 m n.m.), im Süden der Vysoký kámen (Hoher Stein, 545 m n.m.) und das Solovické pole (Solowitzer Höhe, 556 m n.m.), westlich die Vrbová (Werbs, 652 m n.m.) und der Záhoř (Zahor, 607 m n.m.) sowie im Nordwesten die Teichmannkoppe (696 m n.m.) und die Skály (Katzenstein, 691 m n.m.).
Nachbarorte sind Zátiší, Dolní Teplice und Na Pomezí im Norden, Javor und Dědov im Nordosten, Žofiino Údolí im Osten, Metujka und Vlásenka im Südosten, Horní Dřevíč und Stárkov im Süden, Solovický Dvůr und Vápenka im Südwesten, Dolní Vernéřovice und Horní Vernéřovice im Westen sowie Studnice und Skály im Nordwesten.

## Geschichte
Das Dorf wurde wahrscheinlich zu Beginn des 16. Jahrhunderts durch die Besitzer der Burg Skal gegründet. Der Ortsname wird von der felsigen Gegend, möglicherweise auch von der Burg, hergeleitet. Die erste schriftliche Erwähnung von Skalka erfolgte 1542 als Teil der Burgherrschaft Skal. Im Zuge der Erbteilung zwischen den Brüdern Věněk Skoch und Bernart Hertvík Čertorejský von Čertorej, Landeshauptmann des Königgrätzer Kreises († 1654), wurde 1625 die Herrschaft Katzenstein (Skály) geteilt. Durch die Teilung fielen die südlich und westlich gelegenen Nachbardörfer Bernart Hertvík Čertorejský zu, der Starkstadt zu seinem Sitz machte. 1662 erwarb das neu gegründete Bistum Königgrätz das Gut Katzenstein von Wilhelm Albrecht Kolowrat-Krakowsky als Dotation für das Domkapitel; Bischof Matthäus Ferdinand Sobek von Bilenberg gab dem Gut den neuen Namen Bischofstein.
Im Jahre 1833 bestand das im Königgrätzer Kreis gelegene Dorf Skalka aus 73 Häusern, in denen 429 Personen lebten. Im Ort gab es eine Mühle. Haupterwerbsquelle bildeten die Landwirtschaft und Handweberei. Pfarrort war Starkstadt. Bis zur Mitte des 19. Jahrhunderts blieb das Dorf dem Gut Bischofstein untertänig.
Nach der Aufhebung der Patrimonialherrschaften bildete Skalka/Skalky ab 1849 eine Gemeinde im Gerichtsbezirk Politz. 1868 wurde das Dorf dem Bezirk Braunau zugeordnet. In Skalka gab es drei Flachshändler, die im Ort fünf Brechhäuser betrieben. 1885 hatte das Dorf 502 Einwohner, die sämtlich der deutschen Volksgruppe angehörten. 1894 wurde Skalka Teil des neu gebildeten Gerichtsbezirkes Wekelsdorf. Im Jahre 1900 lebten in Skalka 414 deutschsprachige Personen. Die Hausweberei kam zu Beginn des 20. Jahrhunderts zum Erliegen. Eine weitere Erwerbsquelle bildete bis zur Gründung der Molkerei der Handel mit Butter. 1913 hatte das Dorf 410 Einwohner, davon 406 Deutsche und 4 Tschechen. Der tschechische Ortsname Skalky wurde 1920 auf Anordnung der Linguistischen Kommission in Prag ebenfalls in Skalka abgeändert. 1920 hatte das Dorf 367 Einwohner; zehn Jahre später waren es 347, darunter drei Tschechen. Nach dem Münchner Abkommen wurde Skalka im Herbst 1938 dem Deutschen Reich zugeschlagen und gehörte bis 1945 zum Landkreis Braunau. 1939 hatte die Gemeinde 318 Einwohner. Nach dem Ende des Zweiten Weltkrieges 1945 kam Skalka zur Tschechoslowakei zurück und die deutsche Bevölkerung wurde vertrieben. Im Zuge der Gebietsreform von 1960 erfolgte die Aufhebung des Okres Broumov, seitdem gehört Skalka zum Okres Náchod. Im gleichen Jahr erfolgte die Eingemeindung nach Česká Metuje. 1961 lebten in Skalka 86 Personen. 1991 hatte Skalka 9 Einwohner. Im Jahre 2001 bestand das Dorf aus 24 Wohnhäusern und hatte 11 Einwohner.
Wegen der erhaltenen historischen Bausubstanz wurde Skalka im Jahre 2004 als dörfliche Denkmalszone unter Schutz gestellt.

## Ortsgliederung
Der Ortsteil Skalka bildet den Katastralbezirk Skalka u České Metuje.

## Sehenswürdigkeiten
- Zahlreiche gezimmerte Chaluppen
- Hölzerner Glockenturm[8]
- Hölzerner Aussichtsturm Lenka, errichtet 2009 auf der Gemarkungsgrenze zwischen Skalka, Skály und Studnice; die in 8 m Höhe befindliche Aussichtsplattform bietet eine weite Aussicht zum Ostaš, der Wekelsdorfer Felsenstadt, dem Habichtsgebirge, Eulengebirge und Heuscheuergebirge[9]
- Gedenkstein für die Gefallenen des Ersten Weltkrieges
- Wekelsdorfer Felsenstadt mit Felsenburg Skály, nördlich des Dorfes

## Söhne und Töchter des Ortes
- Franz Bruno Hofmann (1869–1926), Physiologe